# Programa Bion

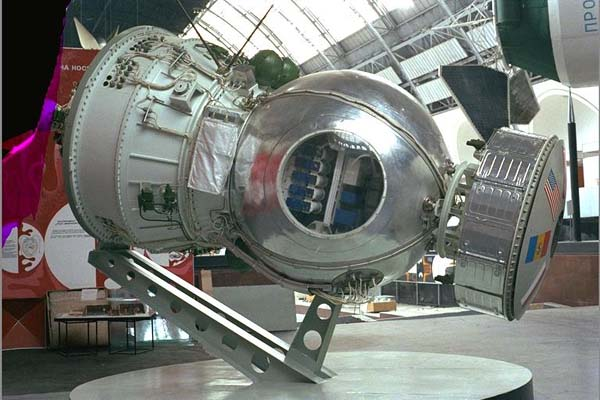
Una nave Bion.

Bion es la designación de toda una serie de cápsulas espaciales soviéticas y rusas destinadas a investigaciones biológicas, a menudo con colaboración internacional. Los satélites Bion son construidos por TsSKB-Progress y se basan en los satélites de reconocimiento Zenit. Los lanzamientos de las naves Bion comenzaron en 1973.

## Misiones
- Bion 1, Cosmos 605, 1973
- Bion 2, Cosmos 690, 1974
- Bion 3, Cosmos 782, 1975
- Bion 4, Cosmos 936, 1977
- Bion 5, Cosmos 1129, 1979
- Bion 6, Cosmos 1514, 1983
- Bion 7, Cosmos 1667, 1985
- Bion 8, Cosmos 1887, 1987
- Bion 9, Cosmos 2044, 1989
- Bion 10, Cosmos 2229, 1992
- Bion 11, 1996
- Bion-M No.1, 2013